# Thomas Pedersen (fotograf)
 For alternative betydninger, se Thomas Pedersen. (Se også artikler, som begynder med Thomas Pedersen)
Thomas Pedersen (født 17. marts 1900 i Tæbring på Mors, død 21. september 1975 i Aarhus) var en dansk fotograf.
Søn af gårdmand, senere boghandler Poul Pedersen og hustru Kirstine Thomsen (1869-1912). Gift i 1927 med Margrethe Touborg.
Pedersen blev født på Mors. Hans far byggede et fotografisk atelier til hans søster Mette, som ikke kunne få læreplads som fotograf. En kvindelig fotograf fra Kolding blev ansat som hendes læremester, og Pedersen fik også undervisning i fotografi. Han kom derefter i lære i Viborg og i Skive. I sin tid i Viborg lærte han Aage Fredslund Andersen at kende, som også blev fotograf i Aarhus. I 1921 kom han i fagskole i København og derefter hos en fotograf i Aalborg og en i København. Han havde også været på studierejse til Tyskland og Italien.
I 1926 overtog Pedersen et atelier i Guldsmedgade 22, Aarhus som han drev med stor succes. Han var med på flere internationale fotoudstillinger og var kredsformand for Dansk Fotografisk Forening. Fra 1948-59 var han forstander for fotografforeningens fagskole på Ingerslevs Plads, Aarhus. Pedersen udgav to lærebøger om fotografi, mens han underviste - Lærebog i Fotografi og Fotografisk Håndbog.
Pedersen optog sin søn, Poul Pedersen, i forretningen i 1953. Sønnen tog sig af de eksterne opgaver, og Pedersen selv varetog portrætfotograferingen. I 1970 flyttedes atelieret til Nørre Alle 44b, Aarhus, hvor Poul Pedersen videreførte forretningen under begges navne efter Thomas Pedersens død i 1975.
Thomas Pedersens fotografisamling findes i dag flere steder. En del af samlingen indgår i Det Kongelige Biblioteks samling. En anden del af Thomas Poul Pedersens samling findes i dag på Aarhus Stadsarkiv. En tredje del blev afleveret til Aarhus Kommunes Lokalhistoriske Samling og indgår i dag i Den Gamle Bys billedsamling.